# Operace Blesk (film)
Operace Blesk (anglicky: Raid on Entebbe) je americký televizní film z roku 1977 režiséra Irvina Kershnera. Snímek je založen na skutečné události, izraelské vojenské operaci Entebbe, při které byli 4. července 1976 zachráněni unesení rukojmí z letiště Entebbe v Ugandě. Hlavní role ztvárnili Peter Finch, Charles Bronson a Stephen Macht.
Film získal Zlatý glóbus za nejlepší minisérii nebo TV film.

## Děj
Film pojednává o záchranné operaci izraelské armády, jejímž cílem bylo osvobodit cestující letu společnosti Air France, kterého se zmocnili příslušníci Lidové fronty pro osvobození Palestiny a Revolučních buněk. S letounem následně přes Libyi odletěli do Ugandy, kde drželi jako rukojmí židovské a izraelské pasažéry, přičemž po izraelské vládě a řadě evropských vlád, požadovali propuštění vězněných palestinských teroristů. Snímek zachycuje obtížné rokování izraelské vlády o záchranné operaci, a to nejenom kvůli její obtížnosti a vzdálenosti Ugandy, ale i proto, že operace měla proběhnout o šabatu.
Při mimořádně obtížné misi se izraelské elitní jednotce Sajeret Matkal podařilo rukojmí osvobodit. Při akci zahynul velitel komanda Jonatan Netanjahu (bratr budoucího premiéra Benjamina Netanjahua), tři rukojmí, únosci a na čtyři desítky ugandských vojáků. Čtvrtá rukojmí, Dora Blochová, která byla v okamžiku izraelské operace v ugandské nemocnici, byla později zavražděna.

## Hudba
Během letu do Entebbe zpívají izraelští komandos židovský hymnus Hine ma tov.

## Obsazení
| Peter Finch       | Jicchak Rabin                  |
| Martin Balsam     | Daniel Cooper                  |
| Horst Buchholz    | Wilfried Böse                  |
| John Saxon        | generálmajor Benny Peled       |
| Jack Warden       | generálporučík Mordechaj Gur   |
| Yaphet Kotto      | Idi Amin                       |
| Meshach Richards  | generálmajor Alon              |
| Charles Bronson   | brigádní generál Dan Šomron    |
| Sylvia Sidney     | Dora Blochová                  |
| Robert Loggia     | Jigal Alon                     |
| Tige Andrews      | Šimon Peres                    |
| Eddie Constantine | kapitán Michel Bacos           |
| David Opatoshu    | Menachem Begin                 |
| Allan Arbus       | Eli Melnick                    |
| Stephen Macht     | podplukovník Jonatan Netanjahu |
| James Woods       | kapitán Sammy Berg             |
| Harvey Lembeck    | pan Harvey                     |
| Dinah Manoff      | Rachel Sagerová                |
| Kim Richards      | Alice                          |